# Saint-Jean-d'Ataux
Saint-Jean-d'Ataux är en kommun i departementet Dordogne i regionen Nouvelle-Aquitaine i sydvästra Frankrike. Kommunen ligger i kantonen Neuvic som tillhör arrondissementet Périgueux. År 2022 hade Saint-Jean-d'Ataux 132 invånare.

## Befolkningsutveckling
Antalet invånare i kommunen Saint-Jean-d'Ataux
Referens:INSEE